# Sophia Myles
Sophia Myles (ur. 18 marca 1980 w Londynie) – brytyjska aktorka.

## Życiorys
Dorastała w Islesworth, West London, jako córka tamtejszego wikarego. Zauważono ją na jednym z castingów, gdy miała 16 lat i dostała niewielką rólkę w telewizyjnej wersji Księcia i żebraka. Kręcono ten film w tym samym czasie, gdy kończyła szkołę i mimo iż na naukę miała czas jedynie nocami, w hotelu zaliczyła wszystkie egzaminy na najwyższe oceny. Podczas nauki wystąpiła też w Big Women Fay Weldon. Potem rzuciła studia filozoficzne w Cambridge, decydując się na karierę aktorską.
Kolejne role to Susan w feministycznym filmie Patrici Rozemy Mansfield Park oraz matka Olivera Twista w ekranizacji Bleasdale’a. Zagrała też u boku Charlesa Dance w Nicholasie Nickleby dla ITV. Myles kontynuowała karierę, zdobywając role w filmie Stefana Schwartza Klub porywaczy u boku Matthew Rhysa oraz w amerykańskim thrillerze Z piekła rodem, gdzie wcieliła się w rolę żony Johnny’ego Deppa.
W 2003 roku zagrała u boku Kate Beckinsale i Michaela Sheena w filmie Underworld, a w 2004 Lady Penelope w Thunderbirds.

## Filmografia
- 2014: Transformers: Wiek zagłady jako Darcy Tirrel
- 2013: Gallows Hill jako Lauren
- 2010: Tajniacy jako  Beth Bailey
- 2008: Outlander jako Freya
- 2007–2008: Pod osłoną nocy jako Beth Turner
- 2006: Hallam Foe jako Kate Breck
- 2006: Doktor Who (Doctor Who) jako Madame Du Pompadour (sezon 2, odcinek 4: The Girl in the Fireplace – 2006)
- 2006: Covert One: The Hades Factor jako Sophie Amsden
- 2006: Art School Confidential jako Audrey
- 2006: Tristan i Izolda (Tristan & Isolde) jako Izolda
- 2006: Underworld 2 – Ewolucja jako Erika
- 2006: Dracula jako Lucy Westenra
- 2006: Panna Marple: Uśpione morderstwo (Marple: Sleeping Murder) jako Gwenda Halliday
- 2006: Program Hades jako Sophie Amsden
- 2005: Colditz jako Lizzie
- 2004: Thunderbirds jako Lady Penelope
- 2004: Out of Bounds jako Louise Thompson
- 2003: Underworld jako Erika
- 2002: Detektyw Foyle (Foyle's War) jako Susan Gascoigne (sezon 1, odcinek 3: A Lesson in Murder – 2002)
- 2002: Klub porywaczy (The Abduction Club) jako Anne Kennedy
- 2002: Heartbeat jako Heather Conway (sezon 11, odcinek 10: No Hiding Place)
- 2001: Z piekła rodem (From Hell) jako Victoria Abberline
- 2001: Nicholas Nickleby (The Life and Adventures of Nicholas Nickleby) jako Kate Nickleby
- 1999: Guest House Paradiso jako Saucy Wood Nymph
- 1999: Oliver Twist jako Agnes Fleming
- 1999: Mansfield Park jako Susan
- 1998: Big Women jako Saffron
- 1996: The Prince and the Pauper jako Jane Grey